# تشارلي كيلر
تشارلي كيلر (بالإنجليزية: Charlie Keller)‏ هو لاعب كرة قاعدة أمريكي، ولد في 12 سبتمبر 1916 في ميدلتاون في الولايات المتحدة، وتوفي في 23 مايو 1990 في فريدريك في الولايات المتحدة.

## وصلات خارجية
- تشارلي كيلر على موقعبيزبول رفرنس.كوم (الدوري الرئيسي) (الإنجليزية)
- تشارلي كيلر على موقعبيزبول رفرنس.كوم (الدوري الثانوي) (الإنجليزية)
- تشارلي كيلر على موقع جمعية أبحاث البيسبول الأمريكية (الإنجليزية)